# Sigismond-Frédéric de Berckheim
Sigismond-Frederic de Berckeim, né le 9 août 1772 à Ribeauvillé en Alsace et mort le 28 décembre 1819 à Paris, est un général français de la Révolution et de l'Empire.

## Biographie
D'une vieille famille de noblesse d'Alsace, il entre à 14 ans comme sous-lieutenant dans le régiment de La Marck, parcourt rapidement les grades inférieurs et devient, à peine âgé de 30 ans, colonel du 1er régiment de cuirassiers le 1er avril 1807.
Sous l'Empire, il assiste aux combats de Heilsberg, Friedland, Eckmühl, Essling, Wagram et Znaïm. Promu général de brigade le 12 juillet 1809, il est créé baron de l'Empire le 9 mars 1810. Pendant la campagne de Russie, il se distingue encore à Polotsk, où il dégage une grande partie de l'artillerie du 2e corps enveloppée dans une charge de cavalerie russe, et enfin à la Bérézina. Il est élevé au grade de général de division le 3 septembre 1813.
Écuyer de Napoléon Ier, il reçoit le commandement de la division de cavalerie formée des quatre régiments de gardes d'honneur.
La Restauration française, à laquelle il se rallie en 1814 ― ce qui ne l'empêche pas de revenir à l'Empereur pendant les Cent-Jours ― lui confère d'autres titres : deux fois désigné par le collège de département du Haut-Rhin, les 2 août 1815 et 4 octobre 1816, il est nommé député, et devient inspecteur-général de la cavalerie, par la protection du duc d'Angoulême. Il vote à la Chambre des députés avec les royalistes constitutionnels, sans jamais monter à la tribune.
Il fait partie des 558 officiers à avoir son nom gravé sous l'arc de triomphe de l'Étoile à Paris.
Son neveu, Sigismond Guillaume de Berckheim (1819-1884), est un général français du Second Empire et des débuts de la IIIe République.

## Décorations
- Chevalier de la Légion d'honneur le 6 août 1805 ;
- Officier de la Légion d'honneur le 11 juillet 1809 ;
- Commandeur de la Légion d'honneur le 14 mai 1813.

## Armoiries
| Figure | Blasonnement |
|        | Armes du baron Berckheim et de l'Empire (décret du 19 mars 1808, lettres patentes du 9 mars 1810 (Paris)) D'or à la croix de gueules ; franc quartier des barons tirés de l'armée., Livrées : les couleurs de l'écu. |